# Pamięć bębnowa

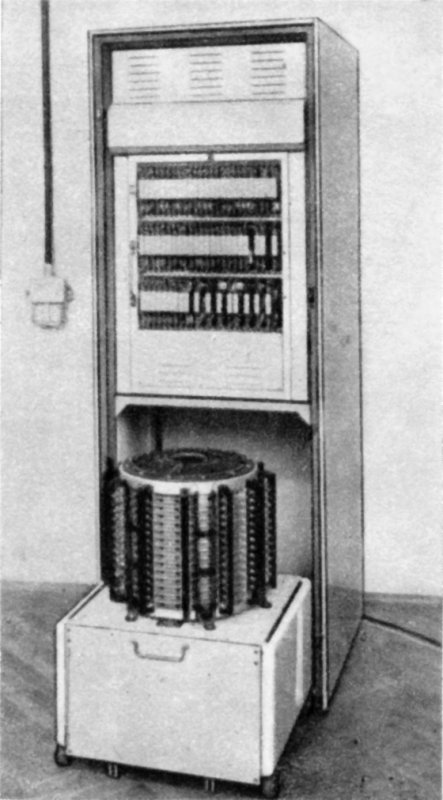
Pamięć konstrukcji IMM ze stałymi głowicami i zdjętą osłoną bębna

Pamięć bębnowa – historyczny typ pamięci operacyjnej i masowej, wykorzystujący do przechowywania danych cienką warstwę magnetyczną naniesioną na powierzchnię wirującego walca. Działa podobnie jak magnetofon, zapisując dane na powierzchni wirującego bębna magnetycznego zamiast na taśmie magnetycznej. Wyparta została przez pamięć dyskową.
Stosowana była w polskich komputerach rodzin ZAM, Odra, UMC i prototypach BINUZ, EMAL-2, JAGA i XYZ.

## Historia

### Początki
Pierwszą analogową pamięć bębnową skonstruował austriacki inżynier Gustaw Tauschek w 1932 r. Służyła do zapisu szybkich sygnałów analogowych, gdzie nie wystarczał rejestrator mechaniczny ani magnetofon. W 1951 roku pamięć bębnową po raz pierwszy zastosowano w komputerze.
Zbudowana w Polsce pamięć bębnowa po raz pierwszy została użyta do praktycznych obliczeń w zbudowanym w latach 1957–1958 komputerze EMAL-2. Bęben posiadał pojemność 1024 słów rozmieszczonych na 32 ścieżkach.
Prace nad pamięcią bębnową rozpoczęte w 1958 r. w Zakładzie Aparatów Matematycznych PAN doprowadziły do zamontowania jej w 1960 r. do komputera XYZ. Bęben miał pojemność ok. 300 tys. bitów, pionową oś obrotu i silnik nad bębnem. Pamięć była bardzo czuła na zmiany wymiarów wywołane wahaniami temperatury. Do poprawnej pracy wymagała umieszczenia w termostacie.
W następnym modelu PB-2, przewidzianym dla komputera ZAM-2, podwojono liczbę głowic i pojemność. Zastosowano taki dobór materiałów, aby zmiany wymiarów współpracujących ze sobą elementów pod wpływem temperatury kompensowały się nawzajem, dzięki czemu wyeliminowano termostat.

### Bęben B-3

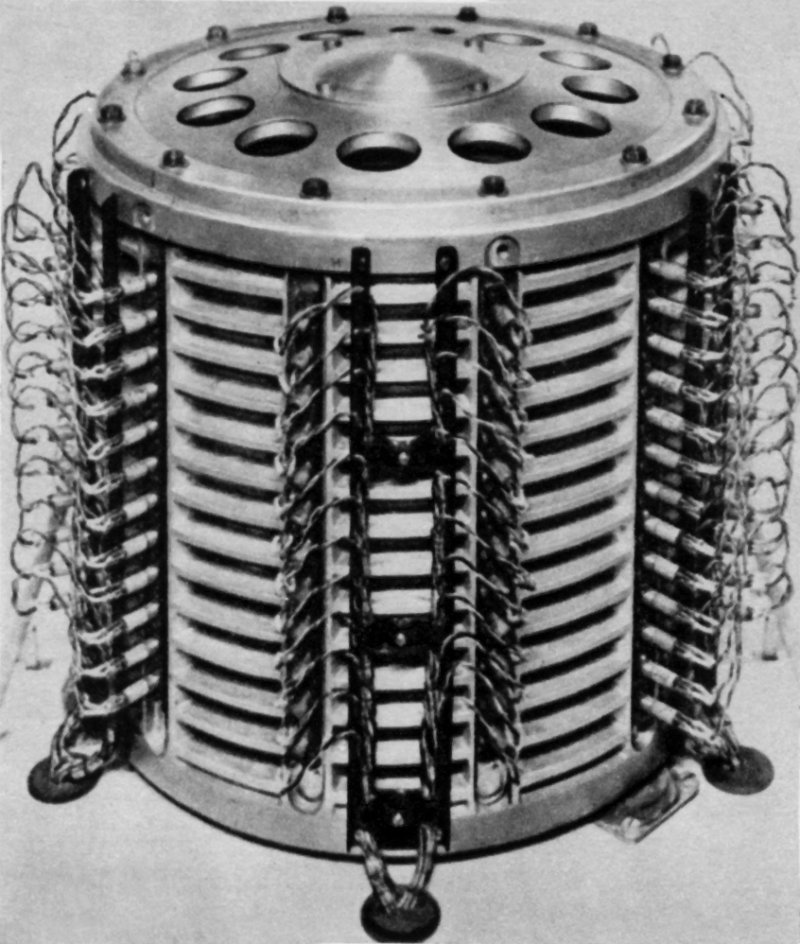
Bęben B-3 z głowicami

W latach 1961–1966 zbudowano kilkadziesiąt urządzeń PB-2 w kilku wersjach. Przy zachowaniu parametrów, organizacji logicznej i interfejsu, lampy zastąpiono tranzystorami oraz wprowadzono nowy bęben typu B-3.
Wynikiem tych prac była pamięć PB-3 z roku 1963 o pojemności 32 Ksłów (ok. 1 mln bitów). Osiągnięto to przez zastosowanie bębna B-3 o zmniejszonej do 12 μm grubości warstwy magnetycznej i zbliżeniu głowic na odległość 16 μm do bębna. Dzięki temu zwiększono gęstość zapisu z 6 do 9 bitów/mm.
Do 1965 r. pamięć ta została przystosowana do współpracy z komputerem ZAM-41 jako moduł PB-5. Zmiany polegały głównie na ujednoliceniu podzespołów pamięci i komputera. Do roku 1969 Zakład Doświadczalny IMM wyprodukował ok. 40 pamięci PB-5.
Produkcję seryjną bębna B-3 podjęły zakłady Elwro dla potrzeb własnych do maszyn Odra i na eksport dla maszyn Robotron 300 produkowanych w NRD.
W modelu PB-204 przeznaczonym dla maszyn Odra 1204 przez zmianę sposobu dekodowania sygnałów (sposobu zapisu) zwiększono gęstość zapisu do 16 bitów/mm i pojemność do ok. 1,7 mln bitów (ok. 64 Ksłów). Była to największa pojemność pamięci ze stałymi głowicami (nielatającymi) produkowana w Polsce.

### Głowice latające
Bęben B-3 wyznaczył kres możliwości pamięci bębnowej ze stałymi głowicami. Dokładność wykonania nie pozwoliła na dalsze zbliżenie głowic do bębna, co było wymagane dla wzrostu gęstości zapisu.
Problem rozwiązano stosując głowice latające w czasie pracy unoszące się nad powierzchnią bębna na poduszce powietrznej zmniejszając odległość głowicy od bębna do ok. 2,5 μm i uzyskując gęstość zapisu 33 bitów na milimetr. Równocześnie zwiększono gęstość ścieżek z 2/3 do 2 ścieżek na milimetr i nieznacznie zwiększono wymiary bębna.
Ponieważ najdroższym elementem pamięci był zestaw głowic, w pamięci PB-6 wprowadzono 20 ruchomych głowic przesuwanych hydraulicznie. Każda obsługiwała 32 ścieżki. Pozwoliło to zwiększyć pojemność do 20 mln bitów przy realnym obniżeniu kosztów. Prawdopodobnie wykonano tylko prototyp. Pamięć ta była wolniejsza od pamięci z nieruchomymi głowicami i droższa, w przeliczeniu na bit przechowywanej informacji, od pamięci dyskowych o podobnej szybkości.
Aby zachować podstawowe zalety pamięci bębnowej: niską cenę i szybkość większą od pamięci dyskowej, w pamięci PB-7 zrezygnowano z przesuwnych głowic zwiększając ich liczbę do 480 szt. Skróciło to średni czas dostępu do 20 ms przy zmniejszeniu pojemności do 16 mln bitów.
W pamięciach PB-6 i PB-7 w maksymalnym stopniu ograniczono elektronikę przenosząc ją do jednostki sterującej wspólnej dla kilku jednostek pamięci. W elektronice PB-6 zastosowano tranzystory krzemowe, a w elektronice PB-7 i jednostce sterującej – układy scalone.
Prototyp PB-6 pracował z komputerem ZAM-41, a pamięci PB-7 z komputerami serii Odra 1300, oraz przewidziane były dla serii RIAD.

## Organizacja logiczna
Pierwsze pamięci posiadały organizację pamięci operacyjnej. Mogły adresować, zapisywać i odczytywać pojedyncze słowo. Aby przy zapisie nie zostały zamazane sąsiednie słowa, pomiędzy nimi pozostawała niewykorzystana przestrzeń. Dla wykorzystania tej przestrzeni i zwiększenia szybkości przesyłania danych wprowadzono organizację blokową, odpowiednik sektora na dysku sztywnym. Dane przed zapisem były w pamięci operacyjnej łączone w kilkuset słowowe bloki i zapisywane w całości. Upodobniło to ich organizację do dysków.
Niektóre bębny np. komputera EMAL-2 posiadały możliwość sprzętowego wyłączenia zapisu z pierwszych ścieżek. Mieścił się tam program ładujący lub system operacyjny.

## Programowanie
Polecenia obsługi bębna komputera ZAM-2 w języku SAKO:
```
PISZ NA BEBEN OD 100: A, B, *C
```

Zapisuje na bębnie, począwszy od adresu 100, kolejno: słowa A i B oraz blok (tablicę) C o wcześniej zadeklarowanej wielkości.
```
CZYTAJ Z BEBNA OD 100: A, B, *C
```

Czyta z bębna, począwszy od adresu 100, kolejne słowa i umieszcza w zmiennych A i B oraz bloku (tablicy) C.

## Przykładowe dane (polska pamięć PB-7 maszyn seriiOdra 1300)
- pojemność: 16 mln bitów (2MB)
- wymiary bębna:
  - średnica: 320 mm
  - wysokość: 440 mm
- liczba ścieżek i głowic: 480
- głowice nieruchome, latające
- gęstość zapisu: 33 bity/mm
- gęstość ścieżek: 1,5 ścieżek/mm

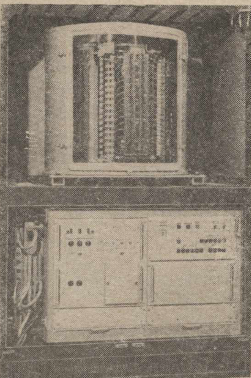
PB-7

- szybkość przesyłania informacji: 0,8 Mb/s
- prędkość obrotowa: 1500 obr./min
- minimalna żywotność łożysk: 5 lat ciągłej pracy
- wielkość sektora: 128 słów 24-bitowych.

## Zachowane
- Narodowe Muzeum Techniki w Warszawie
  - komputery z pamięcią bębnową:
    - prototyp komputera Odra 1002
    - Odra 1013

  - szafa pamięci bębnowej komputera ZAM-21 z samą elektroniką, bez bębna.